# フィード・ワン
フィード・ワン株式会社（英: FEED ONE CO.,LTD.）は、横浜市に本社を置く飼料メーカー。三井物産の持分法適用関連会社。

## 概要
畜産・水産用の配合飼料の製造販売、動物薬の製造販売、鶏卵の生産、養豚、雛の飼育、畜産物の加工製造・販売、魚養殖、水産物の加工販売を行っている。養鶏用飼料で国内トップ、養豚用飼料及び養魚用飼料でも高いシェアを持つ。
三井物産株式会社の持分法適用関連会社である。
2014年に日本配合飼料株式会社と協同飼料株式会社が共同株式移転により持株会社フィード・ワンホールディングス株式会社を設立。2015年に持株会社が事業会社2社を吸収合併し商号変更した。

## 沿革
- 2014年（平成26年）10月1日 - 日本配合飼料と協同飼料との持株会社として、フィード・ワンホールディングス株式会社設立[4]。
- 2015年（平成27年）10月1日 - 日本配合飼料と協同飼料を吸収合併し、事業会社化。フィード・ワン株式会社に商号変更[5]。
- 2024年（令和6年）7月1日 - 本社を横浜市神奈川区鶴屋町から同市西区みなとみらいの横浜シンフォステージに移転した[6]。

## 主要事業所
- 本社 - 横浜市西区みなとみらい5-1-2
- 石巻工場 - 宮城県石巻市三河町9
- 鹿島工場 - 茨城県神栖市東深芝2-6
- 名古屋工場 - 名古屋市港区船見町19
- 知多工場 - 愛知県知多市北浜町24-4
- 北九州工場 - 北九州市若松区響町1-120-10
- 福島リサーチセンター - 福島県田村郡小野町大字雁股田字関場110-30
- いわきリサーチセンター - 福島県いわき市田人町黒田字助右エ門沢27-1
- 鹿島リサーチセンター - 茨城県神栖市東深芝4-2
- 支店（釧路市、札幌市、仙台市、神栖市、名古屋市、倉敷市、福岡市、都城市）

## 関係会社

### 連結子会社
- フィードグローブ株式会社（北海道岩見沢市） - 飼料事業、畜産物事業
- 苫小牧飼料株式会社（北海道苫小牧市） - 飼料製造
- 東北飼料株式会社（青森県八戸市） - 飼料製造
- 株式会社第一原種農場（青森県八戸市） - 畜産飼育
- 東日本マジックパール株式会社（岩手県盛岡市） - 畜産物販売
- 株式会社南部ファーム（岩手県九戸郡九戸村） - 畜産飼育
- 岩手フィードワン販売株式会社（岩手県紫波郡矢巾町） - 飼料販売
- 株式会社金成ファーム（宮城県栗原市） - 畜産飼育
- 株式会社栗駒ファーム（宮城県栗原市） - 畜産飼育
- フィードワンフード東北株式会社（宮城県多賀城市） - 畜産物販売
- 株式会社東白川ファーム（福島県東白川郡塙町） - 肉用豚の生産販売
- 鹿島フィードワン販売株式会社（茨城県石岡市） - 飼料販売
- 株式会社横浜ミートセンター（横浜市神奈川区） - 食肉の加工販売
- 株式会社横浜ミート（横浜市鶴見区） - 食肉の加工販売
- 三河畜産工業株式会社（愛知県豊田市） - 食肉の加工販売
- 東海フィードワン販売株式会社（名古屋市南区） - 飼料販売
- 有限会社グリーンファームソーゴ（京都府福知山市） - 畜産飼育
- ゴールドエッグ株式会社（大阪府八尾市） - 鶏卵の加工販売
- 西日本マジックパール株式会社（兵庫県姫路市） - 畜産物販売
- 四国フィードワン販売株式会社（香川県観音寺市） - 飼料販売
- 南洋漁業株式会社（愛媛県南宇和郡愛南町） - 養殖業
- 門司飼料株式会社（北九州市門司区） - 飼料製造
- 北九州フィードワン販売株式会社（熊本市北区） - 飼料販売
- 南九州フィードワン販売株式会社（宮崎県都城市） - 飼料販売
- 志布志飼料株式会社（鹿児島県志布志市） - 飼料製造

### 関連会社
- 釧路飼料株式会社（北海道釧路市） - 飼料製造
- 道北協同飼料販売株式会社（北海道旭川市） - 飼料販売
- 株式会社北海道サンフーズ（北海道札幌市白石区） - 飼料販売
- 株式会社美保野ポーク（青森県八戸市） - 肉用豚の生産販売
- 株式会社栗駒ポートリー（宮城県栗原市） - 畜産飼育
- 仙台飼料株式会社（仙台市宮城野区） - 飼料製造
- 鹿島飼料株式会社（茨城県神栖市） - 飼料製造
- 平成飼料株式会社（茨城県神栖市） - 飼料製造
- 有限会社東北グローイング（埼玉県本庄市） - 畜産飼育
- 極洋フィードワンマリン株式会社（愛媛県南宇和郡愛南町） - 養殖業
- 門司港サイロ株式会社（福岡県北九州市門司区） - 倉庫業
- 八代飼料株式会社（熊本県八代市） - 飼料製造
- マルイ飼料株式会社（鹿児島県出水市） - 飼料製造
- 双日協同飼料会社（ベトナム） - 飼料の製造販売